# 松平頼侯
松平 頼侯（まつだいら よりとし）は、江戸時代前期の高松松平家御厄介（一門）。松平図書家の祖。通称は図書。諱については、『系図纂要』『花押藪』など江戸時代の文献では「頼章」、また『松平家譜』『華族系譜217』では「頼侯」と記されている。

## 生涯
高松藩主松平頼重の四男として誕生した。母は樺島吉明の娘松野。幼名は萬吉。
延宝4年（1676年）、当時の藩主・頼常（水戸藩主徳川光圀の子で頼侯の従兄にあたる）より、前藩主の庶子ということで5000石を与えられ、上士となった（異母弟頼芳も3000石を与えられ高松藩士となった）。延宝8年（1680年）2月晦日、長男大二郎が死去。同年閏8月20日に次男軽千代（のちの松平頼豊）が誕生。
書に巧みであったとされる。貞享4年（1687年）6月23日、高松で死去した。享年27。一陪臣であったため、官位を授けられることはなかった。
頼侯の死後、家督を継ぎ松平図書家の当主になった頼豊は頼常の養子となって高松松平家の家督を相続した。

## 系譜
- 正室：七姫（長寿院） - 樋口信康娘
  - 長男：大次郎（1677年 - 1680年）
  - 次男：松平頼豊（1680年 - 1735年） - 松平頼常養子